# Казимир I Куявський
Казимир I Конрадович прозваний Куявським, пол. Kazimierz I kujawski; близько 1211 — 14 грудня 1267) — князь Куявський з 1233, у Великопольському Лодзі в 1239—1261 рр., у Вишеграді з 1242, князь Серадзький у 1247—1261 рр., князь Ленчицький з 1247, князь Добжинський з 1248 р. Засновник династії Куявських П'ястів.
Був сином Конрада I Мазовецького та Агафії Святославни, української княжни з династії Ольговичів. Онук Святослава Ігоровича, князя Волинського. По батьківській та материнській лінії був нащадком Великих князів Київських Володимира Святого та Ярослава Мудрого.

## Біографія

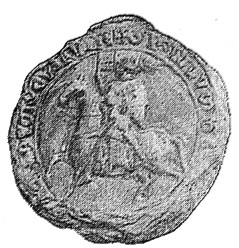
Печатка Казимира I Куявського

Близько 1230/31 рр. Казимир I одружився з Ядвіґою, донькою Померанського князя. У них не було дітей.
У 1233 році отримав від батька Куявію. 1239 року Казимир I одружився вдруге з Констанцією Вроцлавською, донькою Генрика II Побожного. Вони мали двох синів.
1242 року захопив і приєднав до своїх володінь Вишогруд Куявський. Після смерті у 1247 батька Казимира, Конрада отримав у спадок Серадзьку і Ленчинську землі. Наступного, 1248 року після смерті старшого брата, Болеслава Мазовецького, успадкував Добжинську землю.
1257 року Казимир I одружився втретє з Єфросинією, донькою Казимира I Опольського. Як посаг вона отримала район Руди, але протидія Пшемисла I призвела до того, що цей уділ ніколи не переходив до Мазовецької династії. У них було четверо дітей.
У 1258 році великопольський князь, Болеслав Побожний разом з західнопоморським князем Вартиславом розпочали війну проти Казимира щоб повернути Лендекську волость яка раніше належала Владиславу, але не досягли успіху. У 1259 р. Болеслав організував нову коаліцію до якої увійшли краківський князь Болеслав V Сором'язливий, Земовит I Мазовецький, та син Данила Галицького, Роман. За підсумками війни у листопаді 1259 року Казимир погодився вернути Болеславові спірну землю.
Помер у 1267 році, розділивши свої володіння між п'ятьма синами. Регентом при молодших трьох залишилась їх мати, друга дружина Казимира, Єфросинія Опольська.

## Родина
1 Дружина — Ядвіга, донька Померанського князя.\
Діти: не було
2 Дружина — Констанція Вроцлавська, донька Генрика II Побожного.
Діти: 
- Лешко II Чорний (1240/42—1288).
- Земомисл Куявський (1241/45—1287).

3 Дружина — Єфросинія, донька Казимира I Опольського.
Діти:
- Владислав I (1260/1261—1333) — король Польщі (1320–1333).
- Казимир II (1262/1265—1294) — князь Ленчицький і Добжинський 10 червня 1294), убитий у бою проти литовців.
- Земовит (1262/67—1312) — князь Добжинський.
- Євфимія (бл. 1265—1308) — одружена з королем Русі Юрієм I, мати королів Русі Андрія та Лева Юрійовичів.